# Das indische Grabmal (1959)
Das indische Grabmal ist ein deutsch-italienisch-französischer Abenteuerfilm von Fritz Lang und die Fortsetzung vom Tiger von Eschnapur. Er basiert auf dem gleichnamigen Roman von Langs früherer Ehefrau Thea von Harbou sowie dessen Verfilmung von Richard Eichberg (1938). Uraufführung war am 5. März 1959 in Stuttgart, Universum.

## Handlung
Berger und Seetha werden von einer Karawane im Wüstensand gefunden und in ein Dorf gebracht, dort aber verraten und von Ramigani, der im Auftrag des regierenden Fürsten Chandra nach ihnen sucht, gefangen genommen. Ramigani lässt Chandra glauben, Berger sei tot, und dieser gibt die Todesmeldung an Bergers Schwester Irene und ihren Mann Dr. Rhode weiter.
Die Tänzerin muss sich einem Gottesurteil unterwerfen, indem sie vor einer riesigen Kobra tanzt, wird aber im letzten Augenblick von Chandra gerettet. Dieser gibt umgehend seine Vermählung mit ihr bekannt. Als Ramigani ihr den von ihm gefangengehaltenen Berger zeigt, willigt sie ein und kann bei einem heimlichen Treffen Irene mitteilen, dass ihr Bruder noch lebt.
Dieser hat inzwischen seinen Henker überwältigt und sich selbst befreit. In den unterirdischen Gängen trifft er endlich auf Irene und Dr. Rhode, die hier nach ihm suchen. Aber auch die Verschwörer Ramigani und Fürst Padhu kommen mit ihren Truppen durch diese Gänge, um Chandra zu stürzen.
Während der Hochzeitsfeier Chandras mit Seetha kommt es zum Umsturz, der zunächst glückt, dann aber niedergeschlagen wird. Ramigani und Padhu werden dabei getötet. Chandra trifft auf Berger, verschont ihn jedoch und lässt ihn mit Seetha ziehen. Er selbst zieht sich aus dem königlichen Leben zurück und wird Schüler eines Sadhus.

## Sonstiges

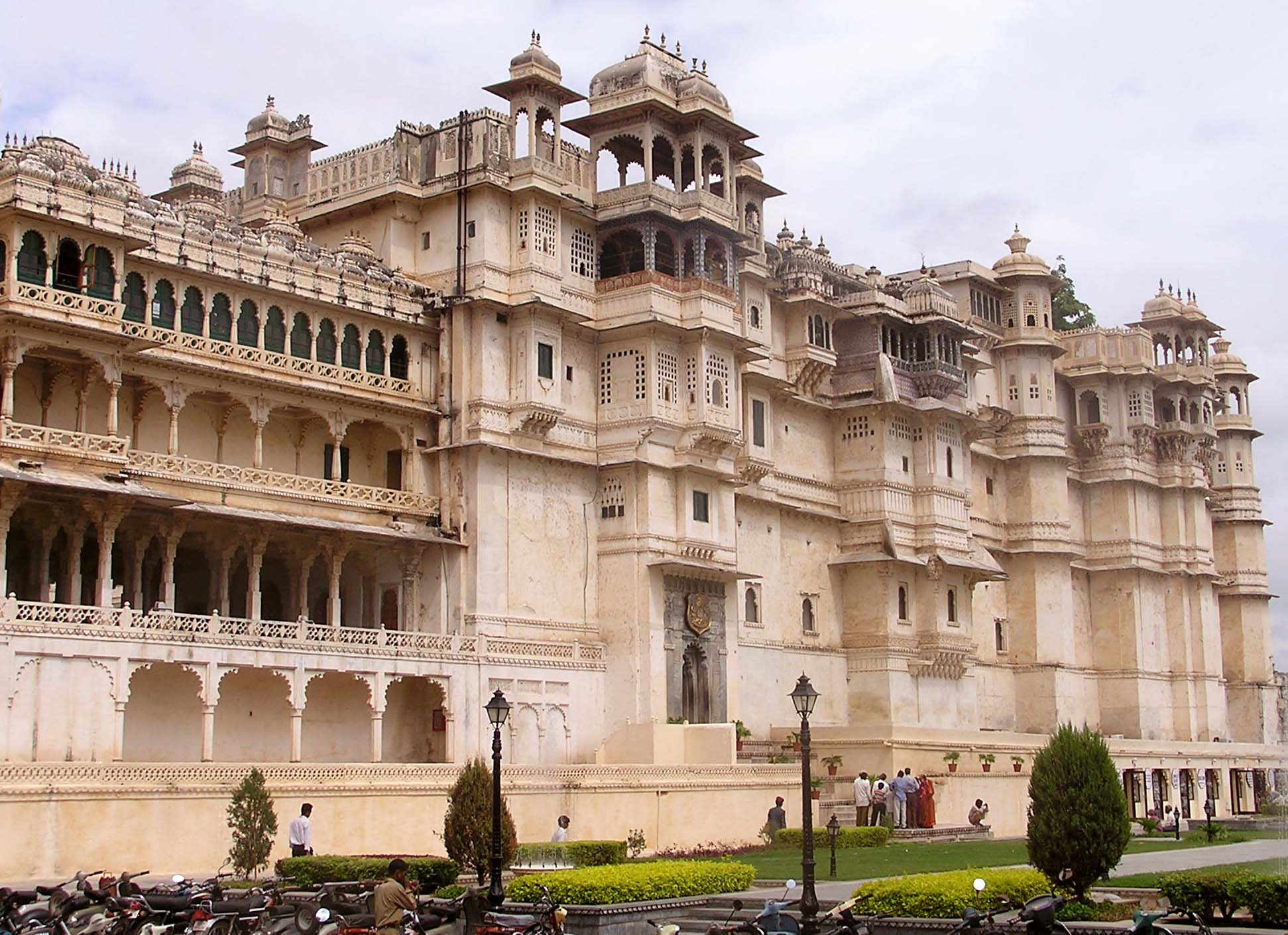
Der Stadtpalast von Udaipur

Die Dreharbeiten fanden in Udaipur und Jaipur statt. In 1960 erhielt die American International Pictures die Rechte zu beiden Filme in "Fritz Lang's Indian Epic" und kombinierte sie in einen stark gekürzten, 90 Minuten langen Spielfilm Journey to the Lost City. Die deutsche Fernseh-Erstaufführung war am 26. Dezember 1970 in der ARD.
Die aus den USA stammende Debra Paget wurde für die deutsche Kinofassung von Rosemarie Fendel synchronisiert, Paul Wagner lieh dem russischstämmigen Valéry Inkijinoff seine Stimme. Pagets Kostüme wurden von Günter Brosda entworfen, alle anderen von Claudia (Hahne-)Herberg. Das Bühnenbild entwarfen Willi Schatz und Helmut Nentwig. 
Eine der ersten Basketball-Sporthallen in Griechenland 1959, unterhalb der Ostkurve des Apostolos-Nikolaidis-Stadion gelegen heißt im Volksmund Grabmal des Inders in Anlehnung an den Spielfilm von Fritz Lang.

## Kritiken
Vor allem die zeitgenössische deutsche Filmkritik kritisierte den Film scharf und hielt ihn eines Fritz Lang für unwürdig.
- Die Welt (1959): „Hier liegt Fritz Lang, einst Schöpfer so gewichtiger Filme wie 'Metropolis' und 'M'. Das 'Indische Grabmal' ist sein eigenes.“[4]
- Enno Patalas, Filmkritik, 1959: „Langs deutsches Comeback wirkt wie das eines Veteranen, der dreißig Jahre kein Drehbuch in der Hand gehabt hat und keinen Film gesehen hat: dramaturgisches Ungeschick, künstlerische Indifferenz und schlechter Geschmack vereinen sich in ihm wie sonst nur bei Veit Harlan.“
- Adolf Heinzlmeier und Berndt Schulz in Lexikon „Filme im Fernsehen“ (Erweiterte Neuausgabe). Rasch und Röhring, Hamburg 1990, ISBN 3-89136-392-3, S. 403: „(…) exotische Dekors und Schauerromantik bestimmen den zweiten Teil von ‚Der Tiger von Eschnapur‘ (…).“ (Wertung: 2 Sterne = durchschnittlich)
- Heyne Filmlexikon (1995): „Abenteuer-Dutzendware nach dem Roman von Thea von Harbou.“